# Trolleybus type 6000 TB
Le trolleybus type 6000 est un modèle de trolleybus.

## Histoire
Sept véhicules sont construits pour les Tramways bruxellois (TB) pour la mise en service de la nouvelle ligne de trolleybus 54 Forest - Machelen. Avec la guerre et la forte demande, les TB achètent dix-sept châssis, ils vont réaliser dans leurs ateliers la carrosserie des véhicules, les cinq premiers en 1940 et les dix autres en 1944-1945.

## Matériel préservé
| Illustration | Entité                                      | Série | Numéro | Remarques |
| ------------ | ------------------------------------------- | ----- | ------ | --------- |
|              | Musée du transport urbain bruxellois (MTUB) | 3e    | 6023   |           |

## Caractéristiques

### Générales
| Série                   | 1re                     | 2de                     | 3e                      |
| ----------------------- | ----------------------- | ----------------------- | ----------------------- |
| Nombre                  | 7                       | 17                      | 2                       |
| Numéros                 | 6001-6007               | 6008-6024               | 6023-6024               |
| Construction            | 1939                    | 1940, 1944-1945         | 1956-1957               |
| Longueur hors-tout [mm] | 10                      | 10                      | 10                      |
| Largeur hors-tout [mm]  | 2,35                    | 2,35                    | 2,35                    |
| Empattement [mm]        | 4,85                    | 4,85                    | 4,85                    |
| Type de construction    | carrosserie sur châssis | carrosserie sur châssis | carrosserie sur châssis |
| Châssis                 | Brossel                 | Brossel                 | Brossel                 |
| Carrosserie             | Paul D'Heure            | TB                      | STIB                    |

### Motorisation
| Série        | 1re                            | 2de                            | 3e                             |
| ------------ | ------------------------------ | ------------------------------ | ------------------------------ |
| Motorisation | ACEC 67/171                    | ACEC 67/171                    | ACEC 67/171                    |
| Puissance    | Puissance [kW] (Ch) : 69 (107) | Puissance [kW] (Ch) : 69 (107) | Puissance [kW] (Ch) : 69 (107) |

### Aménagement

Aménagement intérieur.
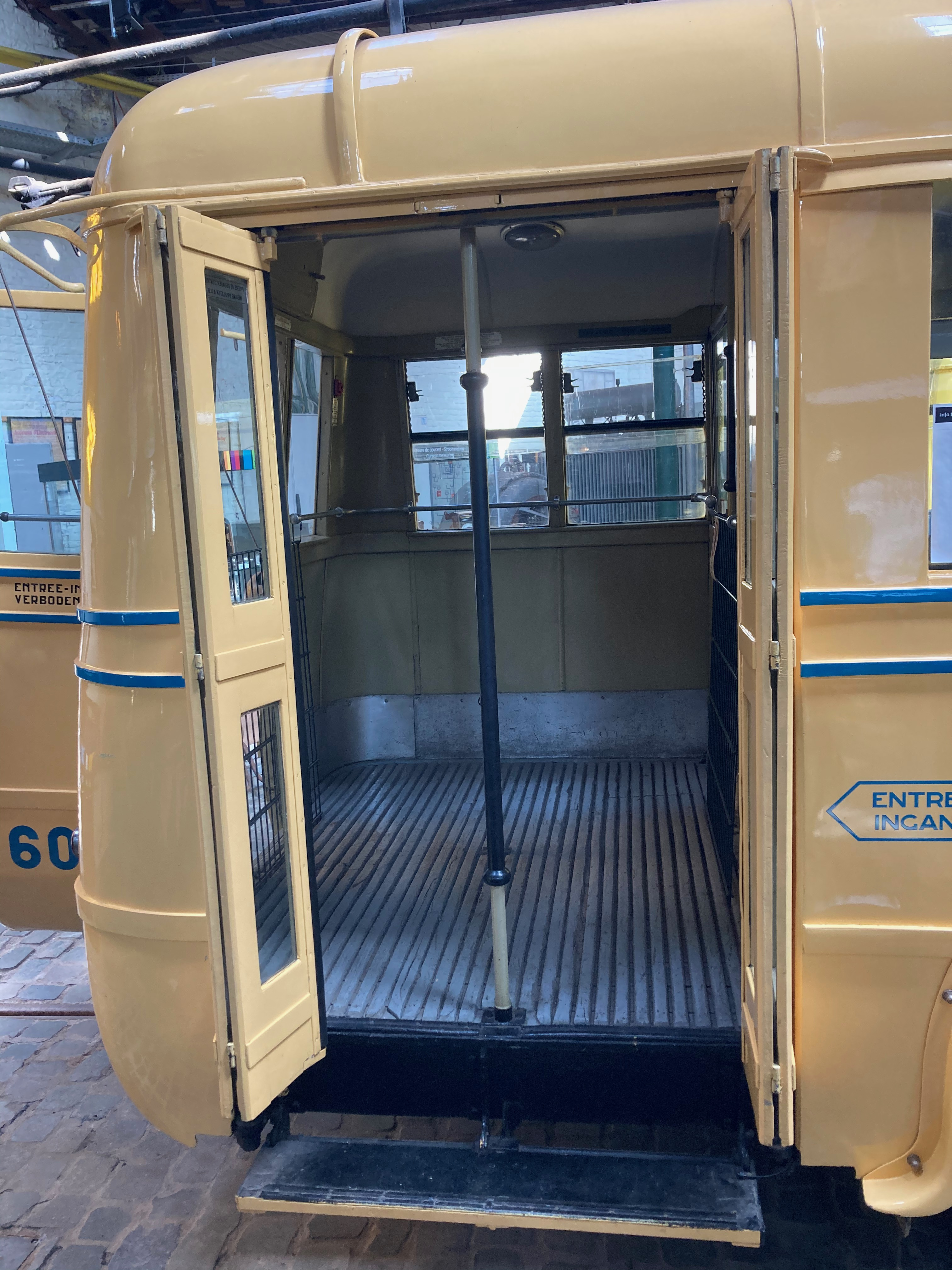
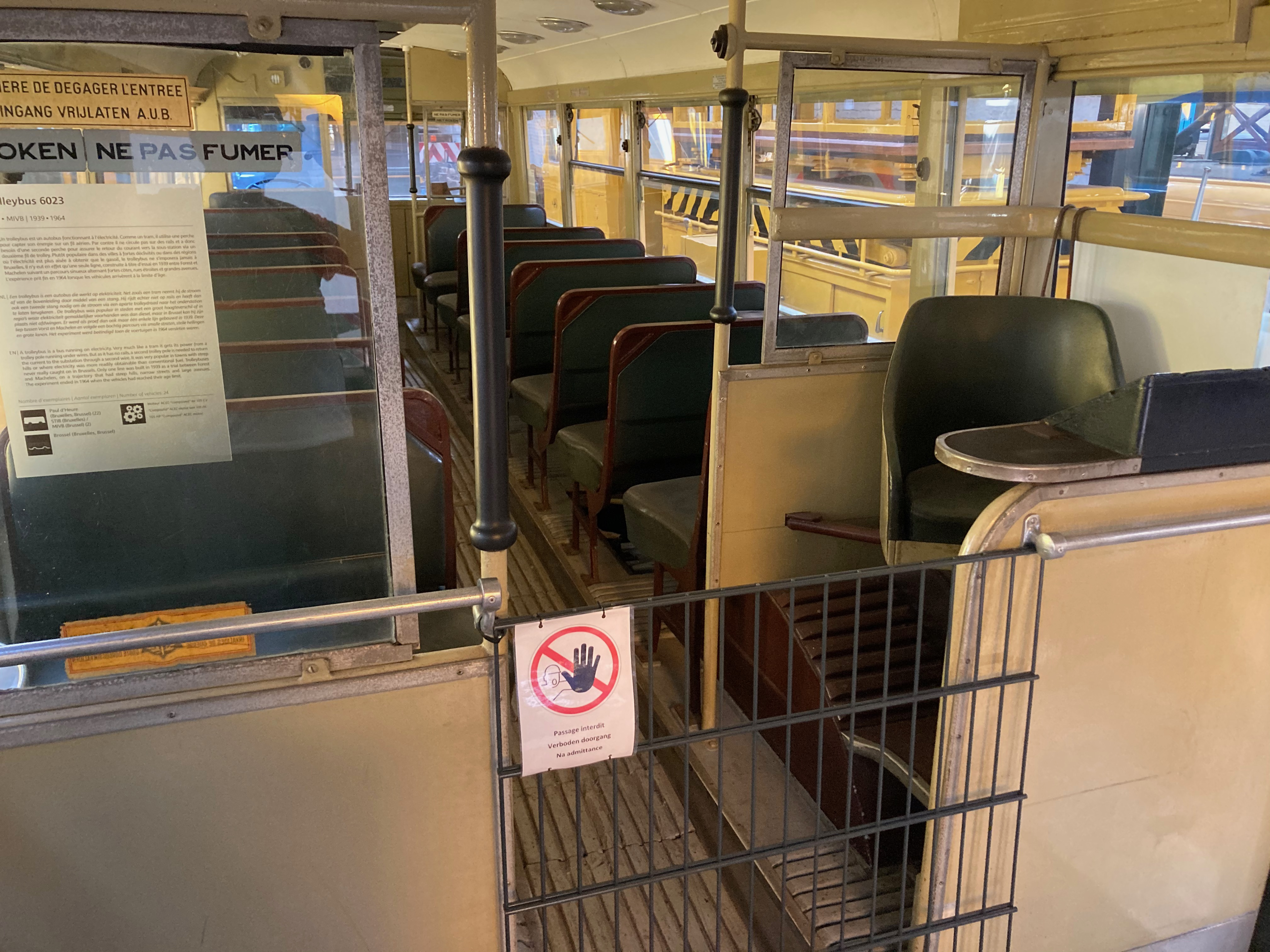
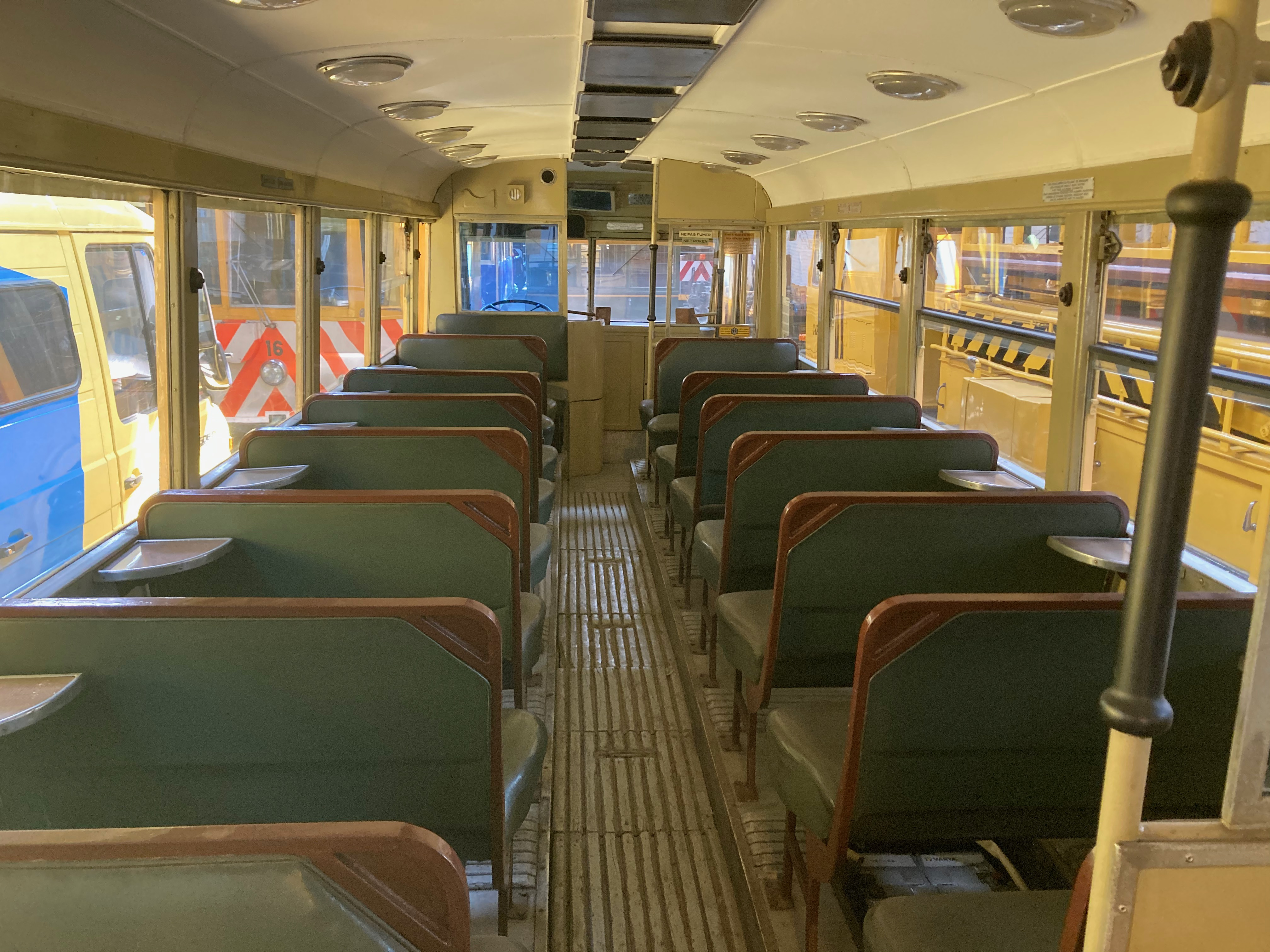
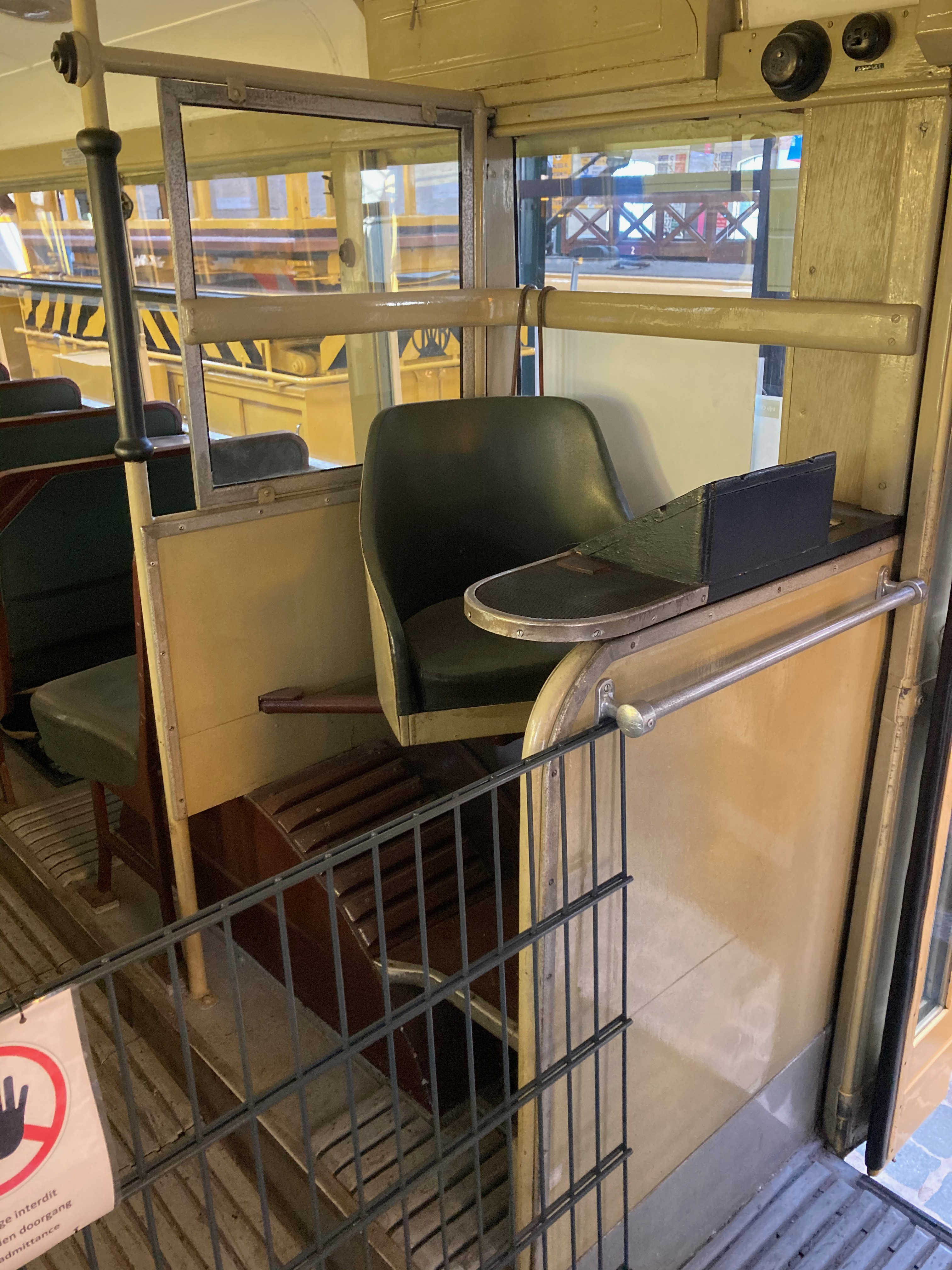